# Rivière Madeleine (Les Sources)
Pour les articles homonymes, voir Madeleine et Rivière Madeleine.
La rivière Madeleine est un affluent de la rive sud du ruisseau Saint-Camille dont le courant se déverse successivement dans la rivière Nicolet Sud-Ouest, la rivière Nicolet, le lac Saint-Pierre et le fleuve Saint-Laurent. Son cours coule dans les municipalités de Dudswell (MRC Le Haut-Saint-François et de Saint-Camille, dans la municipalité régionale de comté (MRC) de Les Sources, dans la région administrative de l'Estrie, au Québec, au Canada.

## Géographie
Les principaux bassins versants voisins de la rivière Madeleine sont :
- côté nord : ruisseau Saint-Camille, rivière Dion (Les Sources) ;
- côté est : rivière Nicolet Centre ;
- côté sud rivière Nicolet Sud-Ouest ;
- côté ouest : rivière Nicolet Sud-Ouest.

La rivière Madeleine s'alimente de divers ruisseaux agricoles et forestiers dans une zone située au sud-est du village de Saint-Camille. Cette zone de tête est située au sud-est du village de Saint-Camille, du côté nord-est de la rue Desrivières et au nord-ouest du chemin du 9e et 10e rang.
À partir de sa zone de tête, la rivière Madeleine coule sur 8,3 km selon les segments suivants :
- 1,8 km vers le sud-ouest, dans la municipalité de Dudswell, jusqu'à la limite municipale de Saint-Camille ;
- 1,6 km vers le nord-ouest, jusqu'à la confluence d'un ruisseau (venant du nord-est) ;
- 1,6 km vers le nord-ouest en coupant la rue Desrivières, en passant au sud du village de Saint-Camille, jusqu'à la rue Miquelon (route 216) ;
- 3,3 km vers le nord-ouest, jusqu'à son embouchure.

La rivière Madeleine se déverse sur la rive sud du ruisseau Saint-Camille lequel est un affluent de la rivière Nicolet Sud-Ouest. Sa confluence est située à 1,6 km en amont du pont du chemin du 2e et 3e rang, lequel est situé à la limite intermunicipale de Wotton et de Saint-Camille.

## Toponymie
Le terme "Madeleine" constitue un prénom d'origine française.
Le toponyme "Rivière Madeleine" a été officialisé le 19 mars 1979 à la Commission de toponymie du Québec.